# Kalin
Kalin je planina sjeveroistočno od Bugojna. 
Najviši vrh Kalina visok je 1530 metara. Na Kalinu je ski-centar i etno selo Rostovo. Etno-selo nalazi se na cesti Bugojno - Novi Travnik. Na 780 metara nadmorske visine nalazi se planinarski dom Duboka, vlasništvo PD Koprivnica.
Na Kalinu se jama Japaga, dimenzija 1,5m x 4m, navodno bez dna. Nikad nije ispitana niti je utvrđeno je li jama bezdanka. Govori se da je toliko duboka da kad kad se u nju baci tvrdi predmet da se ne može čuti zvuk kad padne na dno. Danas je kod ulaza u jamu spomen-ploča koja svjedoči da su tu bačene nevine žrtve.
U Bugojnu je jeseni 1983. bio otvoren hotel koji se zvao po Kalinu. Hotel je bio jedan od respektabilnijih hotela u BiH, okupljalište gospodarstvenika, športaša i kulturnih radnika iz zemlje i inozemstva.